# 渡辺治
渡辺 治（わたなべ おさむ、1947年 - ）は、日本の政治学者。一橋大学名誉教授。専攻は、政治学、日本政治史。九条の会事務局員。元民主主義科学者協会法律部会理事。

## 略歴
東京都生まれ。1972年東京大学法学部卒業。1973年東京大学社会科学研究所助手。1979年東京大学社会科学研究所助教授。1990年から2010年一橋大学大学院社会学研究科教授。その後一橋大学名誉教授。2011年から2014年日本民主法律家協会理事長。
「九条の会」の事務局員を務めている。

## 著作

### 単著
- 『日本国憲法「改正」史』（日本評論社、1987年）
- 『憲法はどう生きてきたか――平和と自由を求めた40年』（岩波書店［岩波ブックレット］、1987年）
- 『現代日本の支配構造分析――基軸と周辺』（花伝社、1988年）
- 『戦後政治史の中の天皇制』（青木書店、1990年）
- 『「豊かな社会」日本の構造』（労働旬報社、1990年）
- 『企業支配と国家』（青木書店、1991年）
- 『90年代改憲を読む』（労働旬報社、1994年）
- 『政治改革と憲法改正――中曽根康弘から小沢一郎へ』（青木書店、1994年）
- 『現代日本の政治を読む』（かもがわ出版［かもがわブックレット］、1995年）
- 『講座現代日本(1)現代日本の帝国主義化・形成と構造』（大月書店、1996年）
- 『現代日本の大国化は何をめざすか――憲法の試される時代』（岩波書店［岩波ブックレット］、1997年）
- 『日本とはどういう国か どこへ向かって行くのか――「改革」の時代・日本の構造分析』（教育史料出版会、1998年）
- 『企業社会・日本はどこへ行くのか――「再編」の時代・日本の社会分析』（教育史料出版会、1999年）
- 『憲法「改正」は何をめざすか』（岩波書店［岩波ブックレット］、2001年）
- 『日本の大国化とネオ・ナショナリズムの形成――天皇制ナショナリズムの模索と隘路』（桜井書店、2001年）
- 『「構造改革」で日本は幸せになるのか？――「構造改革」に対する「新しい福祉国家」への道』（萌文社、2001年）
- 『憲法、「改正」――軍事大国化・構造改革から改憲へ』（旬報社、2005年／増補版、2005年）
- 『構造改革政治の時代――小泉政権論』（花伝社、2005年）
- 『安倍政権論――新自由主義から新保守主義へ』（旬報社、2007年）
- 『憲法9条と25条・その力と可能性』（かもがわ出版、2009年）
- 『渡辺治の政治学入門』（新日本出版社、2012年）
- 『安倍政権と日本政治の新段階――新自由主義・軍事大国化・改憲にどう対抗するか』（旬報社、2013年）
- 『安倍政権の改憲・構造改革新戦略――２０１３参院選と国民的共同の課題』（旬報社、2013年）
- 『戦後史のなかの安倍改憲――安倍政権のめざす日本から憲法の生きる日本へ』（新日本出版社、2018年）
- 『安倍政権の終焉と新自由主義政治、改憲のゆくえ――「安倍政治」に代わる選択肢を探る』（旬報社、2020年）

### 共著
- （石川真澄・鷲野忠男・水島朝穂）『日本の政治はどうかわる――小選挙区比例代表制』（労働旬報社、1991年）
- （渡辺洋三）『国際平和と日本社会のゆくえ』（労働旬報社、1991年）
- （三輪隆・和田進・浦田一郎・森英樹・浦部法穂）『憲法改正批判』（労働旬報社、1994年）
- （姜尚中・きくちゆみ・田島泰彦）『「イラク」後の世界と日本――いま考えるべきこと、言うべきこと』（岩波書店［岩波ブックレット］、2003年）
- （小林節・伊藤真・畑山敏夫・今井一）『対論!戦争、軍隊、この国の行方 九条改憲・国民投票を考える』（青木書店、2004/4、ISBN 978-4250204098）
- （二宮厚美・岡田知弘・後藤道夫）『新自由主義か新福祉国家か民主党政権下の日本の行方』（旬報社、2009年）
- （二宮厚美・岡田知弘・後藤道夫）『＜大国＞への執念――安倍政権と日本の危機』（大月書店、2014年）
- （不破哲三）『現代史とスターリン』（新日本出版社、2017年）

### 編著
- 『現代日本社会論――戦後史から現在を読む30章』（労働旬報社、1996年）
- 『憲法「改正」の争点――資料で読む改憲論の歴史』（旬報社、2002年）
- 『変貌する<企業社会>日本』（旬報社, 2004年）
- 『日本の時代史 (27) 高度成長と企業社会』（吉川弘文館、2004年）

### 共編著
- （坂野潤治・宮地正人・高村直助・安田浩）『シリーズ日本近現代史――構造と変動（全4巻）』（岩波書店、1993年-1994年）
- （三輪隆・和田進・浦田一郎・森英樹・浦部法穂）『「憲法改正」批判』（労働旬報社、1994年）
- （後藤道夫）『講座現代日本(4)日本社会の対抗と構想』（大月書店、1997年）
- （森英樹・水島朝穂）『グローバル安保体制が動き出す――あたらしい安保のはなし』（日本評論社、1998年）
- （山内敏弘・浦田一郎・辻村みよ子）『日本国憲法史年表』（勁草書房、1998年）
- （三輪隆・小沢隆一）『有事法制のシナリオ――戦争する国へ』（旬報社、2002年）
- （後藤道夫）『講座戦争と現代（全5巻）』（大月書店, 2003年-2004年）
- （渡辺雅男）『「現代」という環境――10のキーワードから』（旬報社、2007年）

### 訳書
- デヴィッド・ハーヴェイ『新自由主義――その歴史的展開と現在』（作品社、2007年）